# Reza Kalhor
Reza Kalhor es un deportista iraní que compite en taekwondo. Ganó una medalla de bronce en el Campeonato Mundial de Taekwondo de 2022, en la categoría de –68 kg.

## Palmarés internacional
| Campeonato Mundial | Campeonato Mundial   | Campeonato Mundial | Campeonato Mundial |
| Año                | Lugar                | Medalla            | Categoría          |
| ------------------ | -------------------- | ------------------ | ------------------ |
| 2022               | Guadalajara (México) | Medalla de bronce  | –68 kg             |